# عقلم کجا رفته؟
عقلم کجا رفته؟ (به انگلیسی: Where Is My Mind?) ترانه‌ای از گروه آلترنیتیو راک امریکایی، پیکسیز است که در آلبوم روزای موج‌سوار قرار دارد. این ترانه توسط خواننده اصلی گروه، بلک فرانسیس نوشته شده و مشابه دیگر ترانه‌های آلبوم، توسط استیو آلبینی تهیه شده‌است. هرچند که این ترانه به صورت تک‌آهنگ منتشر نشد، اما از جمله معروف‌ترین ترانه‌های پیکسیز محسوب می‌شود و به صورت مکرر در کنسرت‌ها توسط گروه اجرا می‌شود. این ترانه بارها در فرهنگ عامه از جمله فیلم‌ها مورد اشاره قرار گرفته و خواننده‌های بسیاری آن را بازخوانی کرده‌اند. ایده نوشتن این ترانه وقتی که فرانسیس در دانشگاه ماساچوست در امهرست حضور داشت، به ذهنش خطور کرد و آن را با الهام‌گیری از تجربیات غواصی اسکوبا که در دریای کارائیب داشته، نوشته است. او بعدها گفت که «این ماهی کوچولو سعی می‌کنه منو دنبال کنه، نمی‌دونم چرا، خیلی در مورد رفتار ماهی‌ها چیزی نمی‌دونم».